# Mazda Bongo
La Mazda Bongo est une camionnette produite par Mazda depuis 1966.

## Seconde génération (1977-1983)

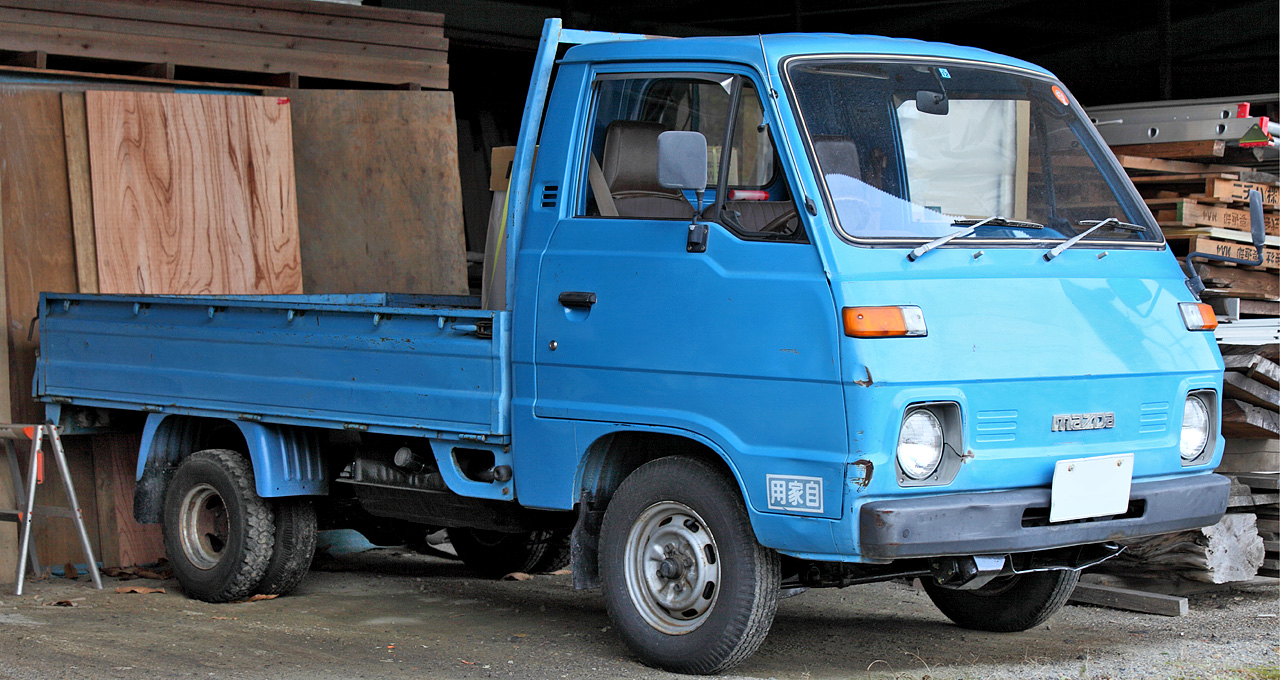
Mazda Bongo II Pick-up

### Ford Econovan

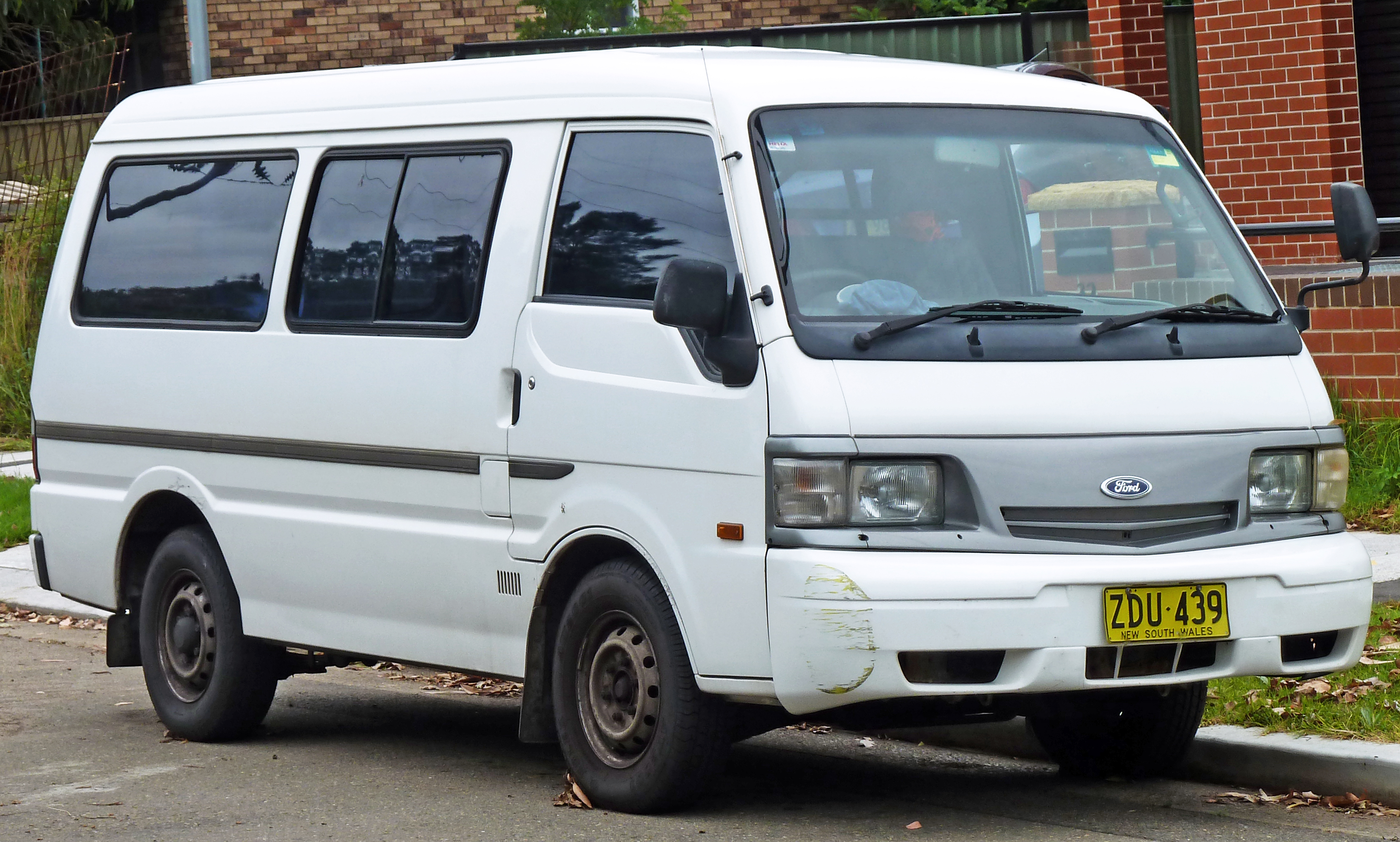
Ford Econovan

### Kia Besta

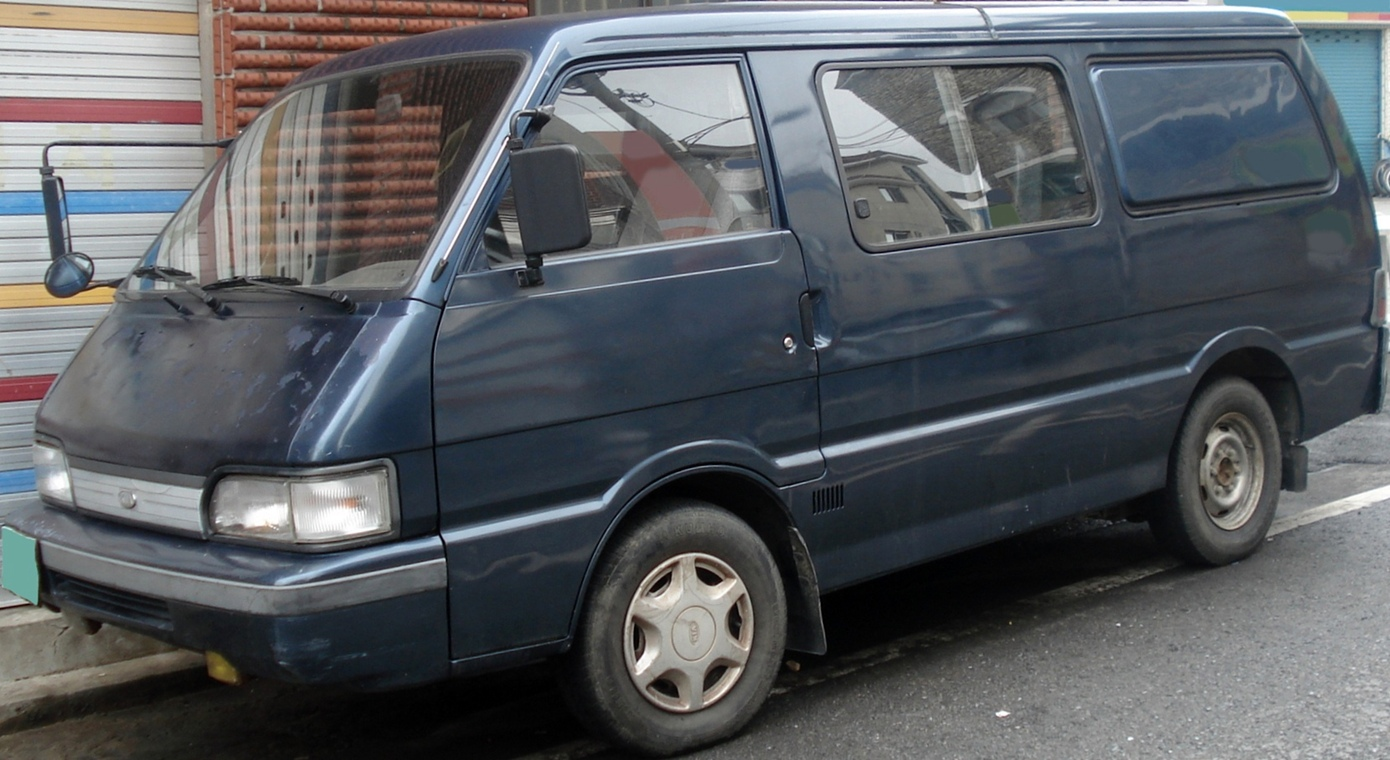
Kia Besta I

## Cinquième génération (2019-)
La Mazda Bongo V est la version Mazda du nouveau Toyota HiAce V.

### Première génération (1983-2001)

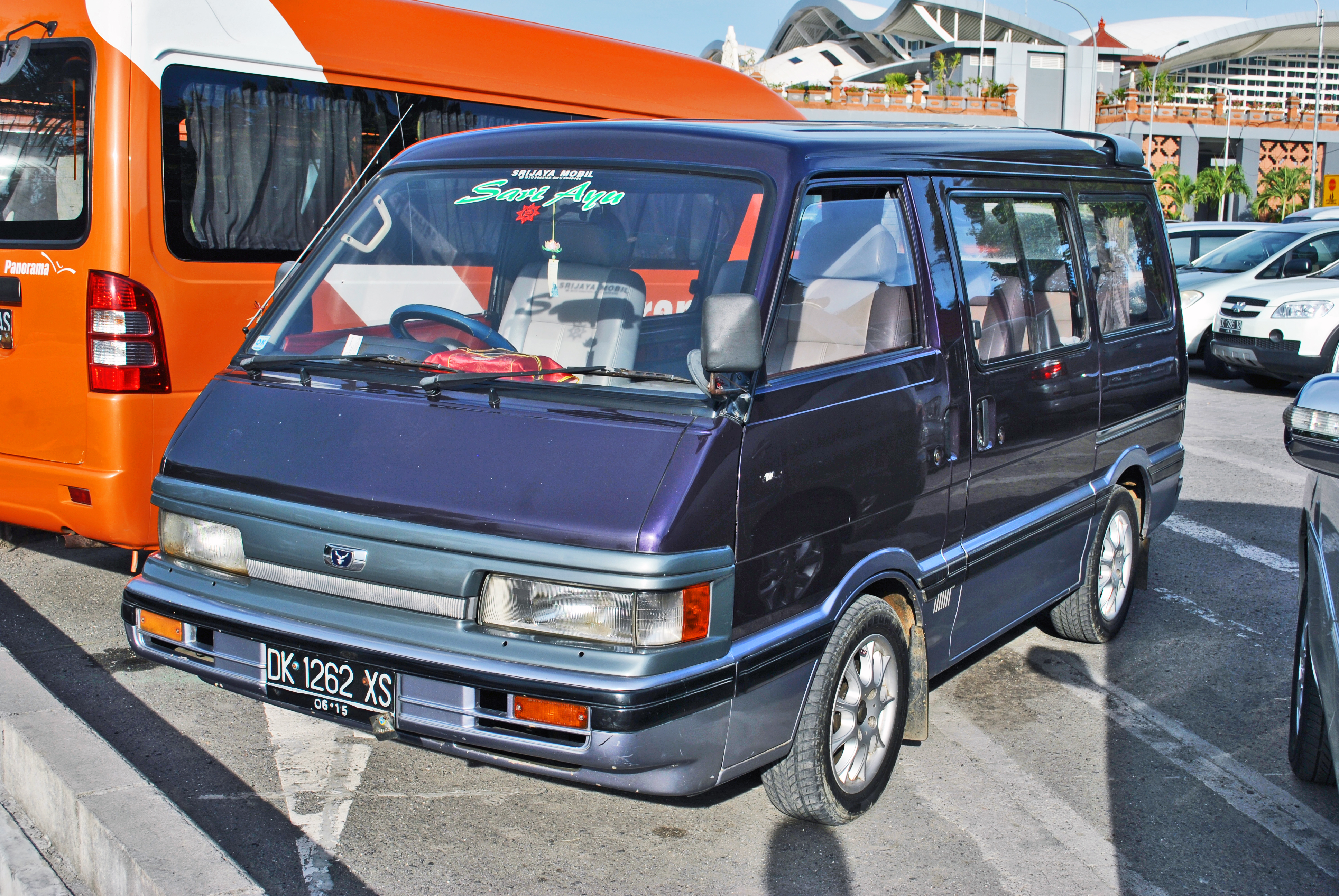
Mazda E-Serie.

## Mazda Bongo Friendee (1995-2005)

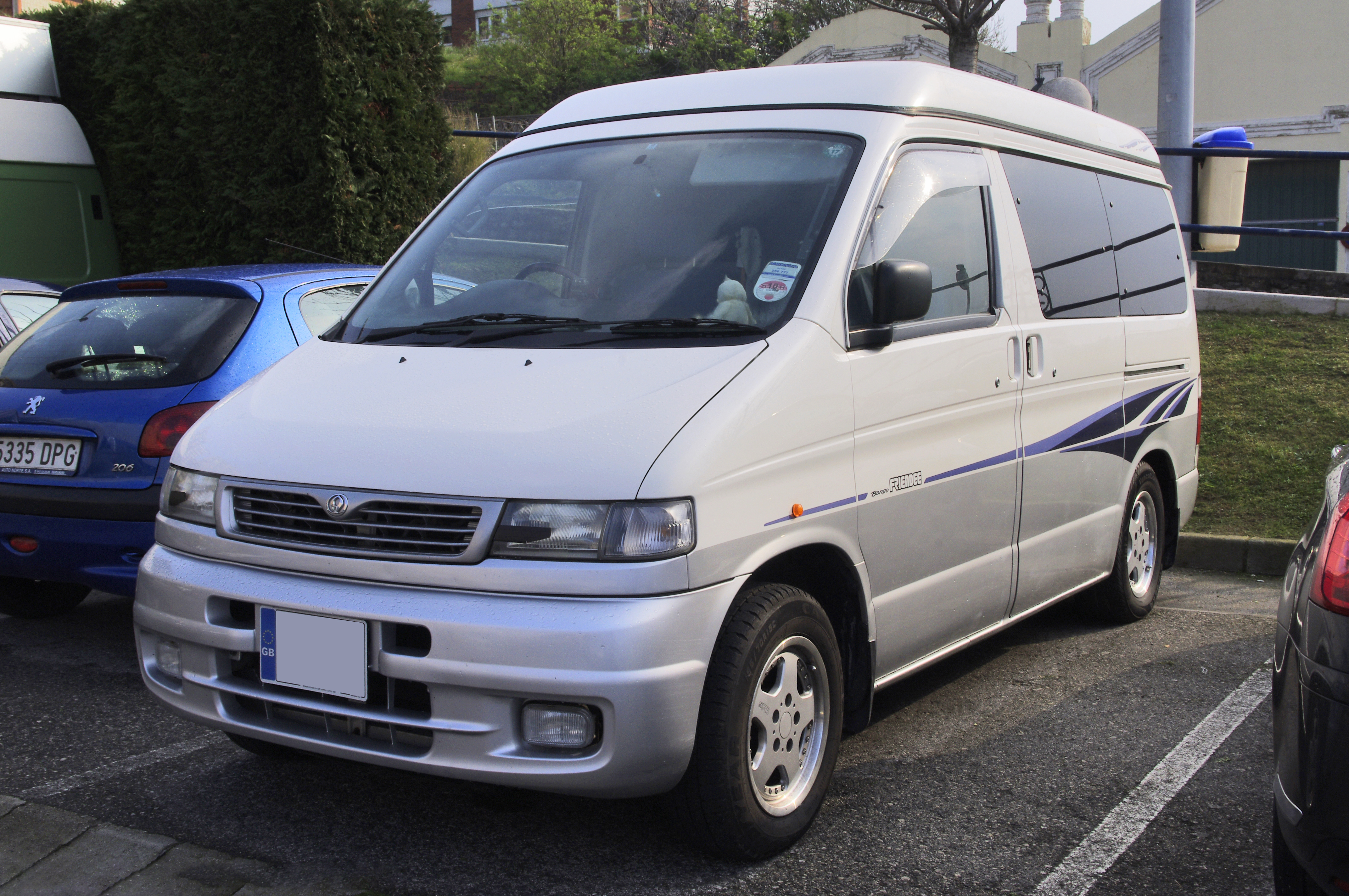
Mazda Bongo Friendee